# Bondavi
bondavi株式会社（ボンダヴィ）は、神奈川県横浜市青葉区に本社を置く企業。
習慣化アプリ「継続する技術」、勉強・仕事用集中アプリ「集中」を始めとしたスマートフォンアプリケーション開発している。

## 概要
｢見返りなしで100%のアプリ｣ を提供するという信念から、作品に一切広告を入れず、寄付以外の課金を全く入れていない。
それによって収益源は寄付のみとなっており、2022年に広告出稿ゼロで430万ダウンロード突破を達成するも、事業は赤字となっている。

## 沿革
2018年7月12日、現・代表取締役、戸田大介によって神奈川県横浜市にて設立。

## 作品
主にスマートフォンアプリケーションを開発しているが、ブラウザ拡張機能等を制作することもある。
| 公開日        | 種類             | 作品名                 |
| ------------- | ---------------- | ---------------------- |
| 2016年6月19日 | モバイルアプリ   | 継続する技術           |
| 2018年5月31日 | モバイルアプリ   | 集中                   |
| 2020年6月9日  | モバイルアプリ   | 日記 (旧名 : 試行錯誤) |
| 2021年4月20日 | モバイルアプリ   | 人間関係               |
| 2022年8月20日 | ブラウザ拡張機能 | ひよこフィルター       |